# Escala de sensibilidad fotográfica

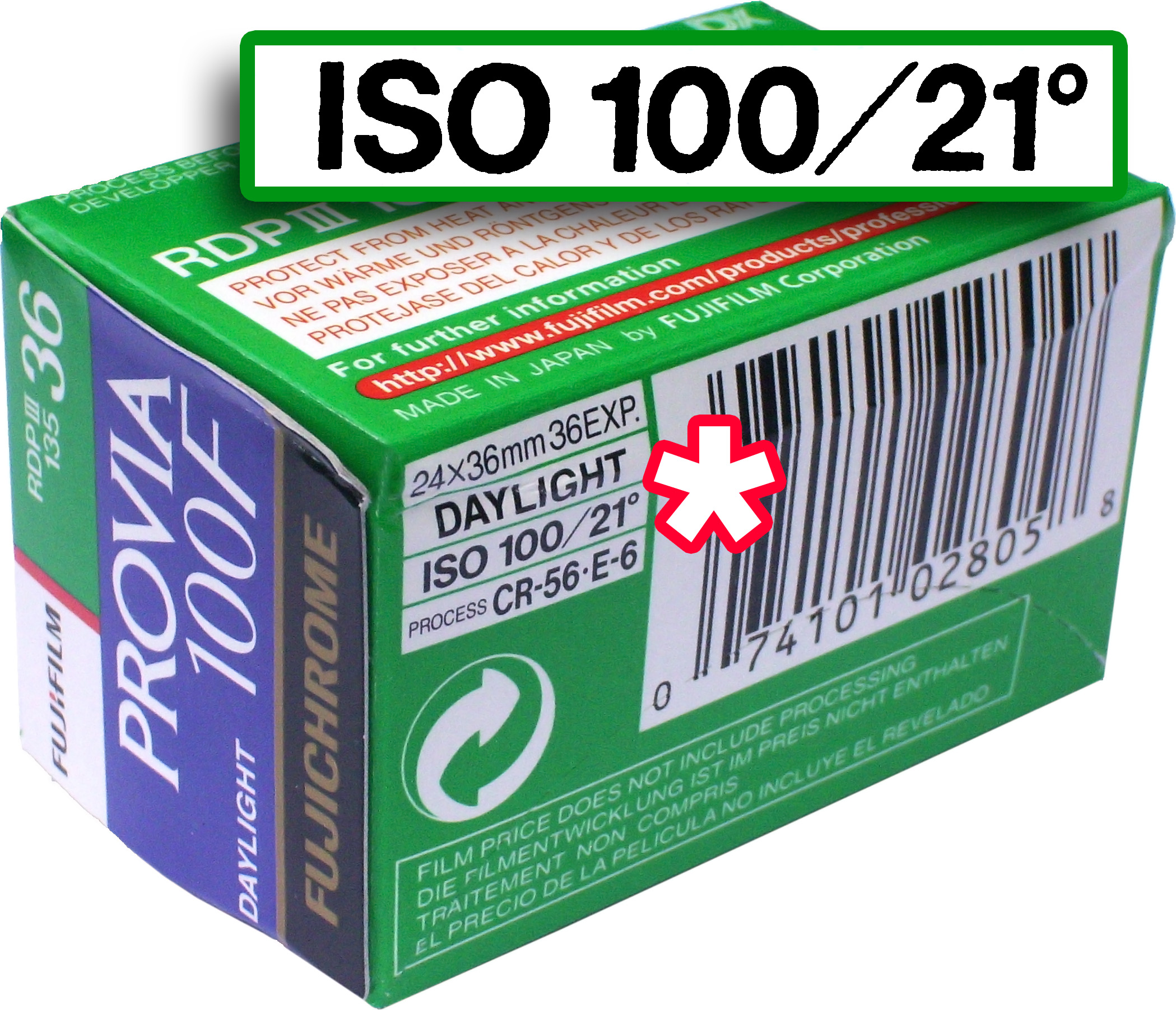
Este contenedor de película denota su velocidad como ISO 100/21º, incluyendo ambos componentes aritméticos (100 ASA) y logarítmicos (21 DIN). El segundo es a menudo omitido, haciendo (por ejemplo) "ISO 100" efectivamente equivalente a la antigua velocidad ASA. Como es habitual, el "100" en el nombre de la película alude a su calificación ISO).

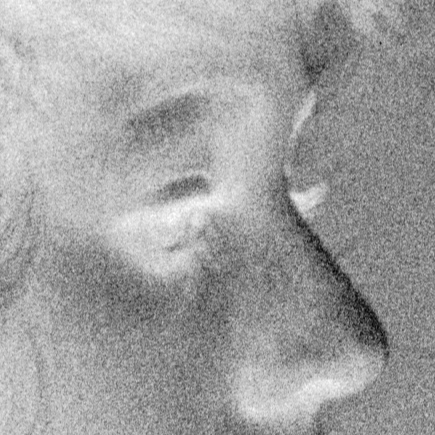
Grano grueso en un negativo de película en blanco y negro muy sensible (ISO 1600)

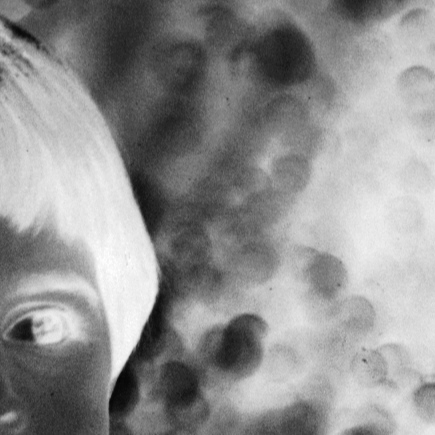
Grano fino en un negativo de película en blanco y negro de baja sensibilidad (ISO 25)

La escala de sensibilidad fotográfica define físicamente la sensibilidad como la inversa de la entrada necesaria para obtener una respuesta predeterminada en un sistema. La escala fue creada para las emulsiones fotográficas pero ha sido adaptada también para la fotografía electrónica digital. Tanto en un caso como en el otro la alta sensibilidad tiene la contrapartida de pérdida de calidad de la fotografía. 
En fotografía, la entrada es la exposición y la salida es la densidad obtenida. La sensibilidad fotográfica por tanto puede definirse como la inversa de la exposición necesaria para obtener una densidad predeterminada. En el negativo blanco y negro este nivel de densidad está fijado en 0,1 unidades de densidad sobre la densidad mínima. Esta referencia es la base del sistema DIN, el antiguo ASA (hoy ANSI) el BS y el ISO. No obstante, pueden definirse sensibilidades con otros parámetros como criterio. El valor concreto de sensibilidad depende de cómo se interprete la exposición. Normalmente hay dos interpretaciones: emplear la exposición tal cual (iluminancia multiplicada por tiempo de obturación), que es lo que hace la norma ANSI (antigua ASA) norteamericana, o emplear el logaritmo de la exposición, valor más práctico dado que es el que aparece en las curvas HD características de una emulsión fotográfica. Este procedimiento es el empleado en la norma DIN alemana.
Las distintas escalas de sensibilidad fotográfica están clasificadas en función del tipo de emulsión fotográfica presente en la película. La sensibilidad de una película fotográfica es la velocidad con la que su emulsión fotosensible reacciona a la luz. Algunas marcas fotográficas hablan de E.I., esto es, Exposure Index o Índice de Exposición.
El índice de exposición o sensibilidad de una película se indica mediante las escalas ASA, DIN, ISO o GOST (escala soviética actualmente en desuso).

## Medida de la sensibilidad de la película

### Sistemas históricos

#### Warnerke
El primer sensitómetro práctico, que permitía obtener mediciones de los tiempos de exposición de los materiales fotográficos, fue inventado en 1880 por el ingeniero polaco Leon Warnerke –seudónimo de Władysław Małachowski (1837–1900)-, galardonado con la Medalla al Progreso de la Royal Photographic Society en 1882.
El dispositivo de Warnerke, comercializado desde 1881, consistía en un marco que sostenía una pantalla opaca con una colección de cuadrados gradualmente pigmentados, numerados del 1 al 25. Estos cuadrados se ponían en contacto con la placa fotográfica, realizándose una serie de exposiciones de distinta duración bajo una placa fosforescente excitada previamente por la luz de una cinta de magnesio ardiente. La sensibilidad de la emulsión se expresaba en 'grados' Warnerke (a veces designados como WARN. o °W.), que corresponden con el último número visible en la placa expuesta después de su revelado y fijado. Cada número representa un aumento de 1/3 en la velocidad de exposición. Las velocidades típicas de las placas estaban por entonces entre 10° y 25° Warnerke.
Su sistema tuvo un cierto éxito, pero demostró ser poco práctico debido a su sensibilidad espectral a la luz; a la intensidad descendente de la luz emitida por la tableta fosforescente después de su excitación; y a las tolerancias de construcción del dispositivo. El concepto, sin embargo, fue retomado hacia 1900 por Henry Chapman Jones (1855-1932), que desarrolló su propio sistema para probar la velocidad de las placas fotográficas.

#### Hurter and Driffield
Otro sistema práctico temprano para medir la sensibilidad de una emulsión era el de Hurter and Driffield (H&D), ideado originalmente en 1890 por el químico de origen suizo Ferdinand Hurter (1844-1898) y por el británico Vero Charles Driffield (1848-1915). En su sistema, los números de velocidad eran inversamente proporcionales a la exposición requerida. Por ejemplo, una emulsión calificada en 250 H&D, requeriría diez veces la exposición de una emulsión clasificada como 2500 H&D.
Los métodos para determinar la sensibilidad fueron modificados más adelante en 1925 (con respecto a la fuente de luz usada) y en 1928 (se estandarizó de nuevo la fuente de luz, el revelador y el factor proporcional). Esta última variante del procedimiento fue conocida como "H&D 10". El sistema de H&D era oficialmente aceptado como un estándar en la Unión Soviética desde 1928 hasta septiembre de 1951, cuando fue reemplazado por el sistema GOST 2817-50.

#### Scheiner
El sistema Scheinergrade (SCH.) fue ideado por el astrónomo alemán Julius Scheiner (1858–1913) en 1894. Originalmente se diseñó como un método para comparar las velocidades de las placas utilizadas para la fotografía astronómica. El sistema de Scheiner clasificó la velocidad de una placa en función de la mínima exposición necesaria para producir un oscurecimiento visible sobre la placa. La velocidad se expresaba en grados Scheiner, originalmente extendiéndose a partir de 1° SCH. a 20° SCH., donde un incremento de 19° SCH. correspondía a incrementar cien veces la sensibilidad, lo que significaba que un incremento de 3° SCH. se aproximaba a duplicar la sensibilidad.
{\displaystyle {\sqrt[{19}]{100}}^{3}=2.06914...\approx 2}
El sistema fue ampliado más adelante para cubrir gamas más amplias. Para subsanar algunas de sus deficiencias prácticas, el científico austríaco Josef Maria Eder (1855-1944) y el botánico flamenco Walter Hecht (1896-1960), desarrollaron conjuntamente en 1919/1920 el "Sensitómetro de cuña neutra Eder-Hecht", midiendo la sensibilidad de las emulsiones en grados "Eder-Hecht". Aun así, seguía siendo difícil para los fabricantes establecer fiablemente las velocidades de exposición de sus películas, y a menudo se limitaban a compararlas con los productos de la competencia, de modo que un número cada vez mayor de sistemas modificados basados en el de Scheiner comenzaron a utilizarse sin seguir los procedimientos originales establecidos por el propio Scheiner. Este hecho supuso en la práctica la imposibilidad de poder comparar homogéneamente películas de distinto origen.
El sistema de Scheiner fue abandonado en Alemania cuando se implantó el sistema estandarizado DIN, introducido en 1934. De distintas formas, continuó siendo de uso generalizado en otros países durante algún tiempo.

#### DIN
El sistema DIN, oficialmente norma DIN 4512, forma parte del conjunto de normas originalmente desarrolladas en Alemania con la designación genérica de DIN (cuando se implantó, se denominaba (ADN), como acrónimo de Deutscher Normenausschuß). Fue publicado en enero de 1934, y su uso se generalizó rápidamente hasta convertirse en un método estandarizado de sensitometría. Fue ideado por la Deutscher Normenausschuß für Phototechnik a partir de una propuesta efectuada al comité de sensitometría de la Deutsche Gesellschaft für photographische Forschung de 1930  presentada por Robert Thomas Dietrich Luther (1868-1945) y por Emanuel Goldberg (1881-1970) en el influyente VIII Congreso Internacional de Fotografía celebrado en Dresde del 3 al 8 de agosto de 1931.
El sistema DIN se inspiró en el sistema Scheiner, pero las sensibilidades se representaron como el logaritmo en base 10 de la sensibilidad multiplicada por 10, un procedimiento similar al utilizado en la medición en decibelios. Así, un aumento de 20° (y no de 19°, como en el sistema de Scheiner) representa un aumento de sensibilidad de cien veces, y una diferencia de 3° quedaba mucho más cercana al logaritmo en base 10 de 2 (0,30103 ...):
{\displaystyle \log _{10}{(2)}=0.30103...\approx 3/10}
Como en el sistema de Scheiner, las velocidades se expresaron en 'grados'. Originalmente la sensibilidad se escribía como una fracción con 'décimas' (por ejemplo "18/10° DIN"), donde el valor resultante 1,8 representó la base relativa del logaritmo en base 10 de la velocidad. Las "décimas" fueron abandonadas posteriormente con la norma DIN 4512: 1957-11, y el ejemplo anterior sería escrito como "18° DIN". El símbolo de grado finalmente se abandonó con la norma DIN 4512: 1961-10. Esta revisión también vio cambios significativos en la definición de las velocidades de las películas para acomodar los cambios entonces recientes en el estándar estadounidense ASA PH2.5-1960, de manera que las velocidades de película negativa en blanco y negro efectivamente se duplicarían, es decir , una película previamente marcada como "18° DIN" ahora se etiquetaría como "21 DIN", sin cambios en la emulsión.
Originalmente el sistema solo se normalizó para películas en blanco y negro, extendiéndose más tarde para el color. Se reagrupó en nueve partes, incluida la norma DIN 4512-1: 1971-04 para la película negativa en blanco y negro; la norma DIN 4512-4: 1977-06 para la película en color directo; y la norma DIN 4512-5: 1977-10 para la película negativa en color.
A nivel internacional, el sistema alemán DIN 4512 fue reemplazado en la década de 1980 por las normas ISO 6: 1974, ISO 2240: 1982, e ISO 5800: 1979, donde la misma sensibilidad se escribe en forma lineal y logarítmica como "ISO 100/21°" (ahora de nuevo con el símbolo de grado). Estas normas ISO fueron posteriormente también adoptadas por DIN. Finalmente, las últimas revisiones DIN 4512 fueron reemplazadas por las correspondientes normas ISO, y la norma DIN 4512-1: 1993-05 se sustituyó por la norma DIN ISO 6: 1996-02 en septiembre de 2000; la DIN 4512-4: 1985-08 por la DIN ISO 2240: 1998-06; y la DIN 4512-5: 1990-11 por la DIN ISO 5800: 1998-06, ambas en julio de 2002.

#### BSI
La escala de velocidad de la película recomendada por la British Standard Institution (BSI) era casi idéntica al sistema DIN, excepto en que el número BS era 10 grados mayor que el número DIN.

#### Weston
Antes del advenimiento del sistema ASA, el sistema de calificaciones de la velocidad de película de Weston fue introducido por Edward Faraday Weston (1878-1971) y por su padre, el Dr. Edward Weston (1850-1936), ingeniero eléctrico, industrial y fundador británico de Weston Electrical Instrument Corporation, con el modelo 617 de Weston, uno de los primeros medidores de exposición fotoeléctricos, en agosto de 1932.
Los sistemas de medición y de clasificación de películas fueron inventados por William Nelson Goodwin, Jr., que trabajó para ellos y posteriormente recibió la Medalla Howard N. Potts por sus contribuciones a la ingeniería.
La compañía publicó frecuentemente calificaciones de velocidad para la mayoría de las películas de la época, que se podían encontrar desde entonces en la mayoría de los medidores de exposición de Weston y algunas veces fueron referidas por fabricantes de películas y terceras partes en sus pautas de exposición. En ocasiones, la compañía tuvo que advertir a los usuarios de sus listas sobre el uso no autorizado de sus calificaciones por algunos fabricantes de películas.
Los modelos de medidores Weston Cadet (modelo 852 introducido en 1949), Direct Reading (modelo 853 introducido en 1954) y Master III (modelos 737 y S141.3 introducidos en 1956) fueron los primeros en su línea de medidas de exposición capaces de utilizar indistintamente su propia escala Weston y el estándar americano ASA. Otros modelos utilizaron la escala original de Weston hasta prácticamente el año 1955. La compañía continuó publicando las calificaciones de la película de Weston después de 1955, pero mientras que sus valores recomendados diferían levemente de las velocidades de la película ASA que figuraban en las cajas de película, estos nuevos valores de Weston se basaron en el sistema ASA y tuvieron que ser convertidos para el uso con sus antiguos medidores, restar 1/3 del lapso de exposición según la recomendación de Weston. De forma inversa, las "viejas" calificaciones de velocidad de las películas de Weston podían ser convertidas en "nuevos Westons" y en la escala ASA agregando la misma cantidad, esto es, una película de 100 Weston (hasta 1955) correspondió con 125 ASA (según ASA PH2,5-1954 y antes). Esta conversión no fue necesaria en los medidores Weston y en las calificaciones de películas de Weston producidos a partir de 1956, debido a su uso inherente del sistema ASA. Sin embargo, los cambios de la revisión de ASA PH2.5-1960 debían ser tomados en cuenta al ser comparados con los nuevos valores de ASA o de ISO.

#### General Electric
Antes del establecimiento de la escala ASA y las clasificaciones de Weston, otro fabricante de medidores de exposición fotoeléctricos, General Electric, desarrolló su propio sistema de calificación de los llamados valores de película General Electric (a menudo abreviado como G-E o GE) alrededor de 1937.
Los valores de velocidad de la película para uso con sus medidores fueron publicados en los folletos General Electric Film Values regularmente actualizados y en el General Electric Photo Data Book.
General Electric pasó a utilizar la escala ASA en 1946. Los medidores fabricados desde febrero de 1946 ya estaban equipados con la escala ASA (denominada "Índice de Exposición"). Para algunos de los medidores más antiguos con escalas en "Velocidad de película" o "Valor de película" (por ejemplo, los modelos DW-48 y DW-49, así como las primeras variantes DW-58 y GW-68) la compañía continuó publicando los valores recomendados de la película después de esa fecha, pero desde entonces fueron expresados con la escala ASA.

#### ASA
Basado en un trabajo de investigación anterior de Loyd Ancile Jones (1884-1954) de Kodak e inspirado en los sistemas de calificación de Weston y de General Electric, el Instituto Nacional Estadounidense de Estándares definió un nuevo método para determinar y especificar las velocidades de películas negativas en blanco y negro en 1943. ASA Z38.2.1-1943 fue revisado en 1946 y 1947 antes de que el estándar creciera en ASA PH2.5- 1954. Originalmente, los valores de ASA eran frecuentemente referidos como "números de velocidad estándar americanos" o "números de exposición de ASA".
La escala ASA es lineal, es decir, una película con una velocidad de 200 ASA es dos veces más rápida que una película con 100 ASA.
El estándar ASA se sometió a una revisión importante en 1960 con ASA PH2.5-1960, cuando se refinó el método para determinar la velocidad de la película y se abandonaron los factores de seguridad previamente aplicados contra la subexposición, duplicando efectivamente la velocidad nominal de muchas películas negativas en blanco y negro. Por ejemplo, un carrete Ilford HP3 que había sido clasificado en 200 ASA antes de 1960, fue etiquetado como 400 ASA después sin ningún cambio en la emulsión. Se aplicaron cambios similares al sistema DIN con DIN 4512: 1961-10 y al sistema BS con BS 1380: 1963 en los años siguientes.
Además de la escala de velocidad aritmética establecida, ASA PH2.5-1960 también introdujo grados ASA logarítmicos (100 ASA = 5° ASA), donde una diferencia de 1° ASA representaba un lapso de exposición completo, y por lo tanto, la duplicación de la velocidad de la película. Durante algún tiempo, los grados ASA también se imprimieron en cajas de película, y tomaron forma en el sistema APEX Sv (sin símbolo de grado) también.
ASA PH2.5-1960 fue revisado como ANSI PH2.5-1979, sin las velocidades logarítmicas, y más tarde sustituido por NAPM IT2.5-1986 de la Asociación Nacional de Fabricantes Fotográficos, que representó la adopción de EE. UU. de la norma internacional ISO 6. El último número de ANSI/NAPM IT2.5 se publicó en 1993.
El estándar para la película negativa en color fue introducido como ASA PH2.27-1965 y experimentó una cadena de revisiones en 1971, 1976, 1979 y 1981, antes de que fuera finalmente designado ANSI IT2.27-1988 antes de ser retirado.
Las velocidades para las película de reversión del color se definieron en la norma ANSI PH2.21-1983, que fue revisada en 1989 antes de que se convirtiera en ANSI / NAPM IT2.21 en 1994, lo que suponía la adopción en los EE. UU. de la norma ISO 2240.
A nivel internacional, el sistema ASA fue reemplazado por el sistema de velocidad de película ISO entre 1982 y 1987, aunque la escala de velocidad ASA aritmética continuó perdurando como el valor de velocidad lineal del sistema ISO.

#### GOST
GOST (en cirílico: ГОСТ) fue una escala aritmética de velocidad de películas fotográficas definida en las normas GOST 2817-45 y GOST 2817-50. Se utilizó en la antigua Unión Soviética desde octubre de 1951, en sustitución de los números Hurter & Driffield (H & D, Cyrillic: ХиД), que habían sido utilizados desde 1928.
GOST 2817-50 fue similar al estándar ASA. Las escalas GOST solo se encuentran en equipos fotográficos anteriores a 1987 (películas, cámaras, exposímetros, etc.) fabricados en la Unión Soviética.
El 1 de enero de 1987, la escala GOST se realineó a la escala ISO con GOST 10691-84, que evolucionó en partes múltiples incluyendo GOST 10691.6-88 y GOST 10691.5-88, que se hicieron operativos el 1 de enero de 1991.

## Escalas normalizadas

### ASA
La escala ASA (American Standard Asociation) es igual a la escala ISO (International Organization for Standardization), que es la que se está imponiendo internacionalmente. En la escala ASA, cuando el número dobla su valor la sensibilidad de la película se duplica, o lo que es lo mismo, aumenta en un paso de diafragma. Así, una película de 400 ASA, tiene el doble de sensibilidad que una de 200 ASA. Surgen durante la Segunda Guerra Mundial para estandarizar y codificar los componentes y dispositivos eléctricos.
Por el contrario, el sistema DIN (Deutsches Institut für Normung) puede parecer algo menos inmediato, pues el valor de la sensibilidad se duplica cuando el valor DIN aumenta en tres unidades. Así, una película de 22 DIN tiene el doble de sensibilidad que una de 19 DIN. Sin embargo, este sistema permite fraccionar la sensibilidad en tercios de diafragma de una forma mucho más precisa que con el sistema ASA, con lo que el control de la exposición es más preciso (si partimos de un film de sensibilidad 19 DIN, uno de 20 DIN tendrá una sensibilidad 1/3 de diafragma mayor, uno de 21 DIN 2/3 de diafragma mayor, y, por fin, uno de 22 DIN tiene un diafragma más de sensibilidad).

### ISO
El sistema ISO es en realidad la fusión de los sistemas ASA y DIN, pues en él se indican ambos valores (así, por ejemplo, una película tendrá una sensibilidad ISO 100/21 ).

## Equivalencias de escalas de sensibilidad

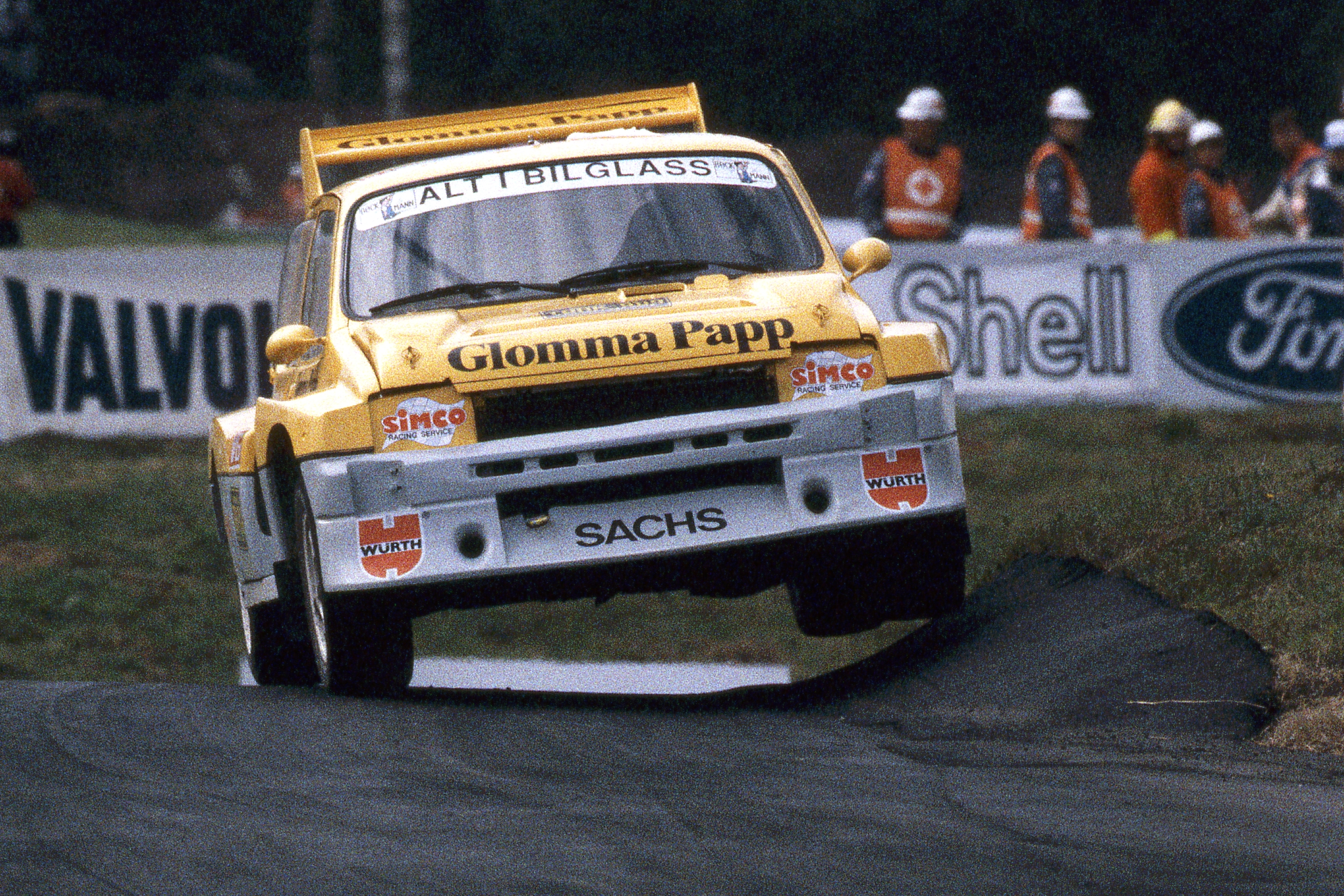
Vehículo de rally fotografiado con una película muy sensible, de 1000-ASA

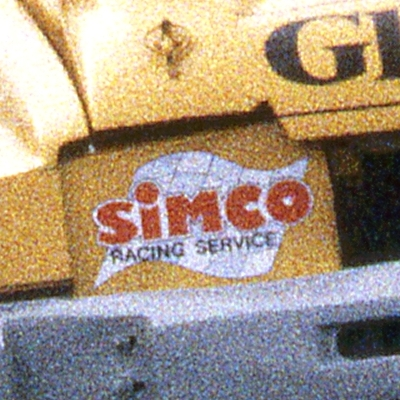
Detalle de la fotografía anterior, donde se aprecia el grano grueso de la emulsión fotográfica

Las equivalencias de las escalas ASA, ISO, DIN y GOST soviética se muestran en el siguiente cuadro:
```
            
ASA    DIN      GOST

             25	
             50	    18	     11
            100	    21	     27
            200	    24	     55
            400	    27	    110
            800	    30	    160
           1600	    33	    360
           3200	    36	    720
           6400	    39     1800
```

```
Escala ISO, sería: ASA/DIN
```

Ejemplo:
```
             
ISO

           50/18
          100/21
          200/24
          400/27
          800/30
         1600/33
           ...
```

Un número de la escala alto indica que el valor de la sensibilidad de la película es grande, por lo que se requerirá menor iluminación que si se tuviera un valor de escala bajo. A igualdad de apertura del diafragma, por ejemplo, hará falta menos tiempo de obturación.